# Lwebo (rivière)
Pour les articles homonymes, voir Lwebo (homonymie).
La Lwebo (aussi écrit Luebo) est une rivière du bassin du fleuve Congo, dans la république démocratique du Congo, et un affluent du Luluwa, donc un sous-affluent du Congo par le Kasaï.

## Géographie
La Lwebo a sa source près de Mboyi dans le sud du territoire de Kazumba. Elle coule principalement du sud vers le nord, pour se jeter dans la Luluwa près de Lwebo.